# Westwood (Massachusetts)
Westwood – miasto w Stanach Zjednoczonych, w stanie Massachusetts, w hrabstwie Norfolk.